# Liste der Anime-Titel/K

## K
| Name                                                                                                 | Alternative Namen                                                                                          | Veröffentlichungsjahr                   | Studio(s)                            |
| --- | --- | --------------------------------------- | ------------------------------------ |
| K (13 Folgen)                                                                                        | K | 2012 als Fernsehserie                   | GoHands                              |
| ↳ K: Return of Kings (13 Folgen)                                                                     | K RETURN OF KINGS                                                                                          | 2015 als Fernsehserie                   | GoHands                              |
| K-On! (13 Folgen)                                                                                    | けいおん!, Keion!                                                                                          | 2009 als Fernsehserie                   | Kyōto Animation                      |
| ↳ K-On!! (26 Folgen)                                                                                 | けいおん!!, Keion!!                                                                                        | 2010 als Fernsehserie                   | Kyōto Animation                      |
| ↳ Eiga K-On!                                                                                         | 映画けいおん!, Eiga Keion!                                                                                 | 2011 als Film                           | Kyōto Animation                      |
| Kabukibu! (12 Folgen)                                                                                | カブキブ!                                                                                                  | 2017 als Fernsehserie                   | Studio Deen                          |
| Kachikachi Yama                                                                                      | The Hare Gets Revenge Over the Raccoon                                                                     | 1939 als Kurzfilm                       |                                      |
| Kado: The Right Answer (12 Folgen)                                                                   | 正解するカド, Seikai Suru Kado                                                                             | 2017 als Fernsehserie                   | Toei Animation                       |
| Kagaku na Yakyokaitsura (eine Folge)                                                                 | カガクなヤツら                                                                                             | 2013 als OVA                            | Hoods Entertainment                  |
| Kage kara Mamoru! (12 Folgen)                                                                        | 陰からマモル, Mamoru the Shadow                                                                            | 2006 als Fernsehserie                   | Group TAC                            |
| Kagewani (13 Folgen)                                                                                 | 影鰐-KAGEWANI-                                                                                             | 2015 als Fernsehserie                   | Tomovies                             |
| ↳ Kagewani: Shō (13 Folgen)                                                                          | 影鰐-KAGEWANI-承                                                                                           | 2016 als Fernsehserie                   | Tomovies                             |
| Kagihime Monogatari: Eikyū Alice Rondo (13 Folgen)                                                   | 鍵姫物語 永久アリス輪舞曲                                                                                  | 2006 als Fernsehserie                   | Picture Magic, Trinet Entertainment  |
| Kaguya-hime                                                                                          | かぐや姫, Moon Princess                                                                                    | 1942 als Kurzfilm                       | Asahi Eigasha                        |
| Kaguya-hime no Monogatari                                                                            | かぐや姫の物語                                                                                             | 2013 als Film                           | Studio Ghibli                        |
| Kaguya-sama: Love is War (? Folgen)                                                                  | かぐや様は告らせたい〜天才たちの恋愛頭脳戦〜, Kaguya-sama wa Kokurasetai – Tensai-tachi no Ren’ai Zunōsen  | 2019 als Fernsehserie                   | A-1 Pictures                         |
| Kahey no Umi                                                                                         | 嘉兵衛の海, Kahē no Umi                                                                                    | 2005 als Film                           | Dōga Kōbō                            |
| Kaiba (12 Folgen)                                                                                    | カイバ | 2008 als Fernsehserie                   | Madhouse                             |
| Kaibutsu Ōjo (25 Folgen)                                                                             | 怪物王女, Princess Resurrection                                                                            | 2007 als Fernsehserie                   | Madhouse                             |
| ↳ Kaibutsu Ōjo (3 Folgen)                                                                            | 怪物王女, Princess Resurrection                                                                            | 2010 als OVA                            | Tatsunoko Production                 |
| Kaichō wa Maid-sama! (26 Folgen)                                                                     | 会長はメイド様                                                                                             | 2010 als Fernsehserie                   | J.C.Staff                            |
| Kaijū Sakaba Kanpai! (13 Folgen)                                                                     | 怪獣酒場 カンパーイ!                                                                                       | 2015 als Fernsehserie                   | DLE                                  |
| Kaitō Tenshi Twin Angel (2 Folgen)                                                                   | 快盗天使ツインエンジェル                                                                                   | 2008 als OVA                            | Nomad                                |
| ↳ Kaitō Tenshi Twin Angel – Kyun Kyun Tokimeki Paradise!! (12 Folgen)                                | 快盗天使ツインエンジェル 〜キュンキュン☆ときめきパラダイス！！〜, Twin Angel: Twinkle Paradise             | 2011 als Fernsehserie                   | J.C.Staff                            |
| Kakegurui (12 Folgen)                                                                                | 賭ケグルイ                                                                                                 | 2017 als Fernsehserie                   | MAPPA                                |
| ↳ Kakegurui ×× (? Folgen)                                                                            | 賭ケグルイ××                                                                                               | 2019 als Fernsehserie                   | MAPPA                                |
| Kakugo no Susume (2 Folgen)                                                                          | 覚悟のススメ, Apocalypse Zero                                                                              | 1996 als OVA                            | Big West, Tomy, Victor Entertainment |
| Kakumeiki Valvrave (13 Folgen)                                                                       | 革命機ヴァルヴレイヴ, Kakumeiki Varuvureivu, Valvrave the Liberator                                        | 2013 als Fernsehserie                   | Sunrise                              |
| ↳ Kakumeiki Valvrave (24 Folgen)                                                                     | 革命機ヴァルヴレイヴ, Kakumeiki Varuvureivu, Valvrave the Liberator                                        | 2013 als Fernsehserie                   | Sunrise                              |
| Kakurenbo: Hide & Seek                                                                               | カクレンボ, Kakurenbo                                                                                      | 2005 als Film                           | Yamatoworks                          |
| Kakuriyo no Yadomeshi (26 Folgen)                                                                    | かくりよの宿飯                                                                                             | 2018 als Fernsehserie                   | Gonzo                                |
| Kakyūsei (14 Folgen)                                                                                 | 下級生 | 1999 als Fernsehserie                   | Pink Pineapple                       |
| ↳ Kakyūsei 2 – Hitomi no Naka no Shōjo-tachi (13 Folgen)                                             | 下級生２ ～瞳の中の少女たち～                                                                              | 2004 als Fernsehserie                   | Arms                                 |
| ↳ Kakyūsei 2 – Kihana Kotobashū (2 Folgen)                                                           | 下級生2 ～季花詞集～                                                                                       | 2006 als OVA                            | Pink Pineapple                       |
| ↳ Kakyūsei 2 – Sketchbook (2 Folgen)                                                                 | 下級生2～Sketchbook～                                                                                      | 2007 als OVA                            | Pink Pineapple                       |
| Kaleido Star (51 Folgen)                                                                             | カレイドスター                                                                                             | 2003 als Fernsehserie                   | Gonzo, G&G Entertainment             |
| ↳ Kaleido Star – New Wings Extra Stage (eine Folge)                                                  | カレイドスター 新たなる翼－EXTRA STAGE－                                                                   | 2004 als OVA                            | Gonzo, G&G Entertainment             |
| ↳ Kaleido Star – Good da yo! Goood!! (eine Folge)                                                    | カレイドスター ぐっどだよ！ぐぅ～っど!!                                                                    | 2006 als OVA                            | Gonzo                                |
| ↳ Kaleido Star – Layla Hamilton Monogatari (eine Folge)                                              | カレイドスター Legend of Phoenix ～レイラ・ハミルトン物語～                                                | 2005 als OVA                            | Gonzo                                |
| Kamen no Maid Guy (13 Folgen)                                                                        | 仮面のメイドガイ                                                                                           | 2008 als Fernsehserie                   | Madhouse                             |
| Kami nomi zo Shiru Sekai (12 Folgen)                                                                 | 神のみぞ知るセカイ, The World God Only Knows                                                               | 2010 als Fernsehserie                   | Manglobe                             |
| ↳ Kami nomi zo Shiru Sekai II (12 Folgen)                                                            | 神のみぞ知るセカイII                                                                                       | 2011 als Fernsehserie                   | Manglobe                             |
| ↳ Kami nomi zo Shiru Sekai: 4-nin to Idol (eine Folge)                                               | 神のみぞ知るセカイ ４人とアイドル                                                                          | 2011 als OVA                            | Manglobe                             |
| ↳ Kami nomi zo Shiru Sekai: Megami-hen (12 Folgen)                                                   | 神のみぞ知るセカイ 女神篇                                                                                  | 2013 als Fernsehserie                   | Manglobe                             |
| Kamichama Karin (26 Folgen)                                                                          | かみちゃまかりん                                                                                           | 2007 als Fernsehserie                   | Satelight                            |
| Kamichu! (16 Folgen)                                                                                 | かみちゅ!～かみさまでちゅうがくせい～, Kamichu! – Kami-sama de Chūgakusei                                  | 2005 als Fernsehserie                   | Brain’s Base                         |
| Kamigami no Asobi (12 Folgen)                                                                        | 神々の悪戯                                                                                                 | 2014 als Fernsehserie                   | Brain’s Base                         |
| Kamisama Dolls (13 Folgen)                                                                           | 神様ドォルズ                                                                                               | 2011 als Fernsehserie                   | Brain’s Base                         |
| Kamisama Hajimemashita (13 Folgen)                                                                   | 神様はじめました                                                                                           | 2012 als Fernsehserie                   | TMS Entertainment                    |
| ↳ Kamisama Hajimemashita◎ (12 Folgen)                                                                | 神様はじめました◎                                                                                          | 2015 als Fernsehserie                   | TMS Entertainment                    |
| Kamisama Kazoku (13 Folgen)                                                                          | 神様家族                                                                                                   | 2006 als Fernsehserie                   | Tōei Animation                       |
| Kamisama no Inai Nichiyōbi (12 Folgen)                                                               | 神さまのいない日曜日                                                                                       | 2013 als Fernsehserie                   | Madhouse                             |
| Kamisama no Memo-chō (12 Folgen)                                                                     | 神様のメモ帳                                                                                               | 2011 als Fernsehserie                   | J.C.Staff                            |
| Kämpfer (12 Folgen)                                                                                  | けんぷファー                                                                                               | 2009 als Fernsehserie                   | Nomad                                |
| ↳ Kämpfer für die Liebe (2 Folgen)                                                                   | けんぷファー für die Liebe                                                                                 | 2011 als Special                        | Nomad                                |
| Kanamemo (13 Folgen)                                                                                 | かなめも                                                                                                   | 2009 als Fernsehserie                   | feel.                                |
| Kannagi (13 Folgen)                                                                                  | かんなぎ, Kannagi: Crazy Shrine Maidens                                                                    | 2008 als Fernsehserie                   | A-1 Pictures                         |
| Kannazuki no Miko (12 Folgen)                                                                        | 神無月の巫女                                                                                               | 2004 als Fernsehserie                   | TNK                                  |
| Kanojo ga Flag o Oraretara (12 Folgen)                                                               | 彼女がフラグをおられたら                                                                                   | 2014 als Fernsehserie                   | Hoods Entertainment                  |
| Kanojo mo Kanojo (12 Folgen)                                                                         | カノジョも彼女                                                                                             | 2021 als Fernsehserie                   | Tezuka Productions                   |
| Kanokon (12 Folgen)                                                                                  | かのこん                                                                                                   | 2008 als Fernsehserie                   | Xebec                                |
| Kanon                                                                                                | |                                         |                                      |
| ↳ Kanon (13 Folgen)                                                                                  | カノン | 2002 als Fernsehserie                   | Tōei Animation                       |
| ↳ Kanon (24 Folgen)                                                                                  | カノン | 2006 als Fernsehserie                   | Kyōto Animation                      |
| Kantai Collection – KanColle (12 Folgen)                                                             | 艦隊これくしょん -艦これ-                                                                                  | 2015 als Fernsehserie                   | Diomedéa                             |
| Kara no Kyōkai – the Garden of sinners                                                               | 空の境界 – the Garden of sinners, Kara no Kyoukai, Rakkyo                                                  |                                         |                                      |
| ↳ the Garden of sinners Film 1 – Thanatos.                                                           | 劇場版 空の境界 第一章 俯瞰風景, Gekijōban Kara no Kyōkai Dai-isshō: Fukan Fūkei                           | 2007 als Film                           | Ufotable                             |
| ↳ Kara no Kyōkai: Fukan Fūkei 3D                                                                     | 劇場版 空の境界 俯瞰風景3D                                                                                 | 2013 als Film                           | Ufotable                             |
| ↳ the Garden of sinners Film 2 – Mordverdacht (Teil 1)                                               | 劇場版 空の境界 第二章 殺人考察（前）, Gekijōban Kara no Kyōkai Dai-ni-shō: Satsujin Kōsatsu (Mae)         | 2007 als Film                           | Ufotable                             |
| ↳ the Garden of sinners Film 3 – Verbliebener Sinn für Schmerz                                       | 劇場版 空の境界 第三章 痛覚残留, Gekijōban Kara no Kyōkai Dai-san-shō: Tsūkaku Zanryū                      | 2008 als Film                           | Ufotable                             |
| ↳ the Garden of sinners Film 4 – Der leere Tempel                                                    | 劇場版 空の境界 第四章 伽藍の洞, Gekijōban Kara no Kyōkai Dai-yon-shō: Garan no Dō                         | 2008 als Film                           | Ufotable                             |
| ↳ Gekijōban Kara no Kyōkai Dai-go-shō: Mujun Rasen                                                   | 劇場版 空の境界 第五章 矛盾螺旋                                                                            | 2008 als Film                           | Ufotable                             |
| ↳ Gekijōban Kara no Kyōkai Dai-roku-shō: Bōkyaku Rokuon                                              | 劇場版 空の境界 第六章 忘却録音                                                                            | 2008 als Film                           | Ufotable                             |
| ↳ Gekijōban Kara no Kyōkai Dai-nana-shō: Satsujin Kōsatsu (Ato)                                      | 劇場版 空の境界 第七章 殺人考察（後）                                                                      | 2009 als Film                           | Ufotable                             |
| Kara The Animation (5 Folgen)                                                                        | | 2013 als Fernsehserie                   | NotTV                                |
| Karakai Jōzu no Takagi-san (12 Folgen)                                                               | からかい上手の高木さん                                                                                     | 2018 als Fernsehserie                   | Shin’ei Dōga                         |
| Karakuri Circus (36? Folgen)                                                                         | からくりサーカス, Karakuri Sākasu                                                                          | 2018 als Fernsehserie                   | Studio Voln                          |
| Karakuri Kiden Hiwō Senki (26 Folgen)                                                                | 機巧奇傳ヒヲウ戦記, Karakuri Kiden Hiō Senki                                                               | 2000 als Fernsehserie                   | Bones                                |
| Karas (6 Folgen)                                                                                     | | 2005 als OVA                            | Tatsunoko Production                 |
| Kare Kano (26 Folgen)                                                                                | カレカノ, 彼氏彼女の事情, Kareshi Kanojo no Jijō, Seine und ihre Probleme                                  | 1998 als Fernsehserie                   | Gainax, J.C.Staff                    |
| Karin (24 Folgen)                                                                                    | かりん | 2005 als Fernsehserie                   | J.C.Staff                            |
| Karita Bōshi                                                                                         | かりた帽子, Borrowed Hat                                                                                   | 1941 als Kurzfilm                       |                                      |
| Karneval (13 Folgen)                                                                                 | カーニヴァル, Kānivaru                                                                                     | 2013 als Fernsehserie                   | Manglobe                             |
| Karuizawa Syndrome (eine Folge)                                                                      | 軽井沢シンドローム                                                                                         | 1985 als OVA                            | Kitty Film                           |
| Kashimashi – Girl meets Girl (12 Folgen)                                                             | かしまし ～ガール・ミーツ・ガール～                                                                        | 2006 als Fernsehserie                   | Studio Hibari, J.C.Staff             |
| ↳ Kashimashi – Girl meets Girl (13 Folgen)                                                           | かしまし ～ガール・ミーツ・ガール～                                                                        | 2006 als OVA                            |                                      |
| Katana Maidens – Toji No Miko (24 Folgen)                                                            | 刀使ノ巫女, Toji no Miko                                                                                   | 2018 als Fernsehserie                   | Studio Gokumi                        |
| Katanagatari (12 Folgen)                                                                             | 刀語 | 2010 als Fernsehserie                   | White Fox                            |
| Katekyō Hitman Reborn! (203 Folgen)                                                                  | 家庭教師ヒットマンREBORN!, Reborn!                                                                         | 2004 als Fernsehserie                   | Artland                              |
| Katsudō Shashin                                                                                      | 活動写真                                                                                                   | 1907 bis 1912 (umstritten) als Kurzfilm |                                      |
| Katsugeki/Tōken Ranbu (13 Folgen)                                                                    | 活撃/刀剣乱舞                                                                                              | 2017 als Fernsehserie                   | Ufotable                             |
| Ketsuekigata-kun! (12 Folgen)                                                                        | 血液型くん!                                                                                                | 2013 als Fernsehserie                   | Assez Finaud Fabric, feel.           |
| ↳ Ketsuekigata-kun! 2 (13 Folgen)                                                                    | 血液型くん!2                                                                                               | 2015 als Fernsehserie                   | Assez Finaud Fabric, feel.           |
| ↳ Ketsuekigata-kun! 3 (12 Folgen)                                                                    | 血液型くん!3                                                                                               | 2015 als Fernsehserie                   | Zexcs                                |
| ↳ Ketsuekigata-kun! 4 (12 Folgen)                                                                    | 血液型くん!4                                                                                               | 2016 als Fernsehserie                   | Zexcs                                |
| Kaze no Stigma (24 Folgen)                                                                           | 風のスティグマ                                                                                             | 2007 als Fernsehserie                   | Gonzo                                |
| Kaze o Mita Shōnen – The Boy Who Saw The Wind                                                        | 風を見た少年〜The Boy Who Saw The Wind                                                                     | 2000 als Film                           | Brain’s Base                         |
| Kaze Tachinu                                                                                         | 風立ちぬ, The Wind Rises                                                                                   | 2013 als Film                           | Studio Ghibli                        |
| Kaze to Ki no Uta SANCTUS – Seinaru kana (eine Folge)                                                | 風と木の詩 SANCTUS -聖なるかな-                                                                            | 1987 als OVA                            |                                      |
| Keijo!!!!!!!! (12 Folgen)                                                                            | 競女!!!!!!!!                                                                                               | 2016 als Fernsehserie                   | Xebec                                |
| Kekkai Sensen (12 Folgen)                                                                            | 血界戦線, Blood Blockade Battlefront                                                                       | 2015 als Fernsehserie                   | Bones                                |
| ↳ Kekkai Sensen & Beyond (12 Folgen)                                                                 | 血界戦線 & BEYOND, Blood Blockade Battlefront & Beyond                                                     | 2017 als Fernsehserie                   | Bones                                |
| Kekkaishi (52 Folgen)                                                                                | 結界師 | 2006 als Fernsehserie                   | Sunrise                              |
| Kemono Friends (12 Folgen)                                                                           | けものフレンズ, Kemono Furenzu                                                                             | 2017 als Fernsehserie                   | Yaoyorozu                            |
| ↳ Kemono Friends 2 (? Folgen)                                                                        | けものフレンズ2, Kemono Furenzu 2                                                                          | 2019 als Fernsehserie                   | Tomason                              |
| Kemurikusa (? Folgen)                                                                                | ケムリクサ                                                                                                 | 2019 als Fernsehserie                   | Yaoyorozu                            |
| Kemurigusa Monogatari                                                                                | 煙り草物語, The Story of the Smoke Weed                                                                    | 1924 als Kurzfilm                       |                                      |
| Shijō Saikyō no Deshi Ken’ichi (50 Folgen)                                                           | 史上最強の弟子ケンイチ, Kenichi: The Mightiest Disciple                                                    | 2006 als Fernsehserie                   | TMS Entertainment                    |
| ↳ Shijō Saikyō no Deshi Ken’ichi: Yami no Shūgeki (11 Folgen)                                        | 史上最強の弟子ケンイチ 闇の襲撃                                                                            | 2012 als OVA                            | Brain’s Base                         |
| Kenran Butōsai: The Mars Daybreak (26 Folgen)                                                        | 絢爛舞踏祭ザ･マーズ･デイブレイク, Mars Daybreak                                                            | 2004 als Fernsehserie                   | Bones                                |
| Kenzen Robo Daimidaler (12 Folgen)                                                                   | 健全ロボ ダイミダラー, Kenzen Robo Daimadarā                                                               | 2014 als Fernsehserie                   | TNK                                  |
| Key: The Metal Idol (15 Folgen)                                                                      | | 1994 als OVA                            | Studio Response                      |
| Kiba (51 Folgen)                                                                                     | 牙-KIBA-                                                                                                   | 2006 als Fernsehserie                   | Madhouse                             |
| Kickers (23 Folgen)                                                                                  | がんばれ！キッカーズ, Ganbare! Kickers                                                                     | 1986 als Fernsehserie                   | Studio Pierrot                       |
| Kiddy Grade (24 Folgen)                                                                              | キディ・グレイド                                                                                           | 2002 als Fernsehserie                   | Gonzo                                |
| ↳ Kiddy Grade -Ignition-                                                                             | キディ・グレイド －イグニッション－ 覚醒編                                                                 | 2007 als Film                           | Gonzo                                |
| ↳ Kiddy Grade -Maelstrom-                                                                            | キディ・グレイド －メイルシュトローム－ 氾濫篇                                                             | 2007 als Film                           | Gonzo                                |
| ↳ Kiddy Grade -Truth Dawn-                                                                           | キディ・グレイド －トゥルースドーン－ 黎明篇                                                               | 2007 als Film                           | Gonzo                                |
| ↳ Kiddy Girl-and (24 Folgen)                                                                         | キディ・ガーランド, Kidi Gārando                                                                           | 2009 als Fernsehserie                   | Satelight                            |
| Kidō Keisatsu Patlabor (47 Folgen)                                                                   | 機動警察パトレイバー                                                                                       | 1989 als Fernsehserie                   | Sunrise                              |
| Kidō Senkan Nadeshiko (26 Folgen)                                                                    | 機動戦艦ナデシコ, Nadesico                                                                                 | 1996 als Fernsehserie                   | Xebec                                |
| ↳ Gekiganger 3 (eine Folge)                                                                          | 熱血ロボ ゲキ・ガンガー３, Nadesico OVA                                                                    | 1998 als OVA                            | Xebec                                |
| ↳ Kidō Senkan Nadeshiko – The Prince of Darkness                                                     | 機動戦艦ナデシコ -The prince of darkness-, Nadesico: Prince of Darkness                                    | 1998 als Film                           | Xebec, Production I.G                |
| Kiitaro's Yokai Picture Diary (12 Folgen)                                                            | 奇異太郎少年の妖怪絵日記, Kiitarō Shōnen no Yōkai Enikki                                                   | 2016 als Fernsehserie                   | Creators in Pack                     |
| Kikis kleiner Lieferservice                                                                          | 魔女の宅急便, Majo no Takkyūbin                                                                            | 1989 als Film                           | Studio Ghibli                        |
| Kikō Sennyo Rōran (28 Folgen)                                                                        | 奇鋼仙女ロウラン                                                                                           | 2002 als Fernsehserie                   | Zexcs                                |
| Kill la Kill (25 Folgen)                                                                             | キルラキル, Kiru ra Kiru                                                                                   | 2013 als Fernsehserie                   | Trigger                              |
| Killing Bites (12 Folgen)                                                                            | キリングバイツ, Kirin Baitsu                                                                               | 2018 als Fernsehserie                   | Lidenfilms                           |
| Kimagure Orange Road (48 Folgen)                                                                     | きまぐれオレンジ☆ロード                                                                                    | 1987 als Fernsehserie                   | Studio Pierrot                       |
| ↳ Kimagure Orange Road: Ano Hi ni Kaeritai                                                           | きまぐれオレンジ★ロード あの日にかえりたい                                                                 | 1988 als Film                           | Studio Pierrot                       |
| ↳ Kimagure Orange Road (8 Folgen)                                                                    | きまぐれオレンジ☆ロード                                                                                    | 1989 als OVA                            | Studio Pierrot                       |
| ↳ Shin Kimagure Orange Road - Soshite, Ano Natsu no Hajimari                                         | 新きまぐれオレンジ☆ロード ～ そして、あの夏のはじまり                                                      | 1996 als Film                           | Studio Pierrot                       |
| Kimagure Robot (eine Folge)                                                                          | きまぐれロボット, Kimagure Robotto, The Capricious Robot                                                   | 2004 als OVA                            | Studio 4°C                           |
| Kimba, der weiße Löwe (52 Folgen)                                                                    | ジャングル大帝, Jungle Taitei                                                                              | 1965 als Fernsehserie                   | Mushi Production                     |
| ↳ Chōhen Jungle Taitei                                                                               | | 1966 als Film                           | Mushi Production                     |
| ↳ Jungle Taitei Susume Leo (26 Folgen)                                                               | ジャングル大帝                                                                                             | 1966 als Fernsehserie                   | Mushi Production                     |
| ↳ Jungle Taitei Leo                                                                                  | ジャングル大帝・進めレオ                                                                                   | 1997 als Film                           | Tezuka Productions                   |
| ↳ Jungle Taitei (52 Folgen)                                                                          | ジャングル大帝                                                                                             | 1989 als Fernsehserie                   | Tezuka Productions                   |
| Kimetsu no Yaiba (26 Folgen)                                                                         | 鬼滅の刃, Demon Slayer                                                                                     | 2019 als Fernsehserie                   | Ufotable                             |
| Kimi ni Todoke (25 Folgen)                                                                           | 君に届け                                                                                                   | 2009 als Fernsehserie                   | Production I.G                       |
| ↳ Kimi ni Todoke 2nd Season (13 Folgen)                                                              | 君に届け 2ND SEASON                                                                                        | 2010 als Fernsehserie                   | Production I.G                       |
| Kimi no Iru Machi (12 Folgen)                                                                        | 君のいる町, A town where you live                                                                          | 2013 als Fernsehserie                   | Gonzo                                |
| Kimi to Boku. (13 Folgen)                                                                            | 君と僕。                                                                                                   | 2011 als Fernsehserie                   | J.C.Staff                            |
| ↳ Kimi to Boku. 2 (13 Folgen)                                                                        | 君と僕。2                                                                                                  | 2012 als Fernsehserie                   | J.C.Staff                            |
| Kindaichi Shōnen no Jikenbo (148 Folgen)                                                             | 金田一少年の事件簿, Kindaichi Shōnen no Jikenbo                                                            | 1997 als Fernsehserie                   | Tōei Animation                       |
| ↳ Kindaichi Shōnen no Jikenbo Returns (25 Folgen)                                                    | 金田一少年の事件簿R, Kindaichi Shōnen no Jikenbo Ritānzu                                                   | 2014 als Fernsehserie                   | Tōei Animation                       |
| ↳ Kindaichi Shōnen no Jikenbo Returns (23 Folgen)                                                    | 金田一少年の事件簿R, Kindaichi Shōnen no Jikenbo Ritānzu                                                   | 2015 als Fernsehserie                   | Tōei Animation                       |
| Die Kinder vom Berghof (48 Folgen)                                                                   | アルプス物語 わたしのアンネット, Alps Monogatari Watashi no Annette                                        | 1983 als Fernsehserie                   | Nippon Animation                     |
| King of Bandit Jing (13 Folgen)                                                                      | 王ドロボウJing（ジン）, Ō Dorobō Jing                                                                      | 2002 als Fernsehserie                   | Studio Deen, Aniplex                 |
| ↳ King of Bandit Jing in Seventh Heaven (3 Folgen)                                                   | 王ドロボウJing in Seventh Heaven, Ō Dorobō Jing in Seventh Heaven                                          | 2004 als OVA                            | Aniplex                              |
| Kingdom (38 Folgen)                                                                                  | キングダム, Kingudamu                                                                                      | 2012 als Fernsehserie                   | Pierrot                              |
| ↳ Kingdom 2 (39 Folgen)                                                                              | キングダム2, Kingudamu 2                                                                                   | 2013 als Fernsehserie                   | Pierrot                              |
| King’s Game: The Animation (12 Folgen)                                                               | 王様ゲーム The Animation, Ōsama Game: The Animation                                                        | 2017 als Fernsehserie                   | Seven                                |
| Kin’iro Mosaic (12 Folgen)                                                                           | きんいろモザイク, Kin’iro Mosaiku                                                                          | 2013 als Fernsehserie                   | Studio Gokumi                        |
| ↳ Hello!! Kin’iro Mosaic (12 Folgen)                                                                 | ハロー!!きんいろモザイク, Harō!! Kin’iro Mosaiku                                                           | 2015 als Fernsehserie                   | Studio Gokumi                        |
| Kin’iro no Corda – primo passo (26 Folgen)                                                           | 金色のコルダ〜primo passo〜, Kin’iro no Koruda – primo passo, La Corda D’Oro – primo passo                 | 2005 als Fernsehserie                   | Yumeta Company                       |
| ↳ Kin’iro no Corda – secondo passo (2 Folgen)                                                        | 金色のコルダ〜secondo passo〜, Kin’iro no Koruda – secondo passo                                           | 2009 als Special                        | Yumeta Company                       |
| ↳ Kin’iro no Corda: Blue Sky (12 Folgen)                                                             | 金色のコルダ Blue♪Sky, Kin’iro no Koruda: Blue Sky                                                         | 2014 als Fernsehserie                   | TYO Animations                       |
| Kino’s Journey (13 Folgen)                                                                           | キノの旅 - the Beautiful World -, Kino no tabi - the Beautiful World -                                     | 2003 als Fernsehserie                   | A.C.G.T, Studio Wombat               |
| ↳ Kino no Tabi: Nanika o Suru Tame ni                                                                | キノの旅 ～何かをするために～, Kino’s Journey – Life Goes On                                               | 2005 als Film                           | A.C.G.T                              |
| ↳ Kino no Tabi: Byōki no Kuni – For You                                                              | キノの旅 -the Beautiful World- 病気の国 -For You-                                                          | 2007 als Film                           | Shaft                                |
| ↳ Kino’s Journey -the Beautiful World- the Animated Series (12 Folgen)                               | キノの旅 -the Beautiful World- the Animated Series, Kino no Tabi -the Beautiful World- the Animated Series | 2017 als Fernsehserie                   | Lerche                               |
| Kintarō                                                                                              | | 1918 als Kurzfilm                       | Nikkatsu                             |
| Kintarō Taiiku Nikki                                                                                 | キンタロー体育日記, Kintaro’s Physical Education Diary                                                     | 1940 als Kurzfilm                       | Hiromasa Manga Eiga                  |
| Kirameki Project (5 Folgen)                                                                          | きらめき☆プロジェクト, Kirameki Purojekkuto                                                                | 2005 als OVA                            | Studio Fantasia                      |
| Kirarin Revolution (102 Folgen)                                                                      | きらりん☆レボリューション, Kirarin Reboryūshon                                                             | 2006 als Fernsehserie                   | SynergySP, G&G Entertainment         |
| ↳ Kirarin Revolution: Stage 3 (153 Folgen)                                                           | きらりん☆レボリューション STAGE3, Kirarin Reboryūshon: Stage3                                              | 2008 als Fernsehserie                   | SynergySP, SimImage                  |
| Kirby (100 Folgen)                                                                                   | 星のカービィ, Hoshi no Kirby                                                                               | 2001 als Fernsehserie                   |                                      |
| Kiseijū: Sei no Kakuritsu (24 Folgen)                                                                | 寄生獣 セイの格率, Parasyte -the maxim-                                                                    | 2014 als Fernsehserie                   | Madhouse                             |
| Kishin Dōji Zenki (51 Folgen)                                                                        | 鬼神童子ZENKI                                                                                              | 1995 als Fernsehserie                   | Studio Deen, Kitty Film              |
| Kishin Taisen Gigantic Formula (26 Folgen)                                                           | 機神大戦ギガンティック・フォーミュラ, Kishin Taisen Gigantikku Fōmyura                                     | 2007 als Fernsehserie                   | Brain’s Base                         |
| Kiss×sis (12 Folgen)                                                                                 | | 2008 als OVA                            | feel.                                |
| ↳ Kiss×sis (12 Folgen)                                                                               | | 2010 als Fernsehserie                   | feel.                                |
| Kita e. (12 Folgen)                                                                                  | 北へ。 | 2004 als Fernsehserie                   | Studio Deen                          |
| Kitakubu Katsudō Kiroku (12 Folgen)                                                                  | 帰宅部活動記録                                                                                             | 2013 als Fernsehserie                   | Nomad                                |
| Kite (2 Folgen)                                                                                      | A KITE, Kite – Ein gefährliches Mädchen                                                                    | 1998 als OVA                            | Arms                                 |
| ↳ Kite Liberator (eine Folge)                                                                        | KITE LIBERATOR                                                                                             | 2008 als OVA                            | Arms                                 |
| Kiteretsu Daihyakka (331 Folgen)                                                                     | キテレツ大百科                                                                                             | 1988 als Fernsehserie                   | Studio Gallop                        |
| Kiznaiver (12 Folgen)                                                                                | キズナイーバー                                                                                             | 2016 als Fernsehserie                   | Trigger                              |
| Kizuna (2 Folgen)                                                                                    | 絆 KIZUNA～恋のから騒ぎ～                                                                                  | 1994 als OVA                            |                                      |
| ↳ Kizuna (eine Folge)                                                                                | KIZUNA－絆－                                                                                               | 2001 als OVA                            | Zexcs                                |
| Der kleine Bibelfuchs (26 Folgen)                                                                    | 手塚治虫の旧約聖書物語, Tezuka Osamu no Kyūyaku Seisho Monogatari                                          | 1989 als Fernsehserie                   | Tezuka Productions                   |
| Der kleine Bibelfuchs (26 Folgen)                                                                    | 聖書物語, Seisho Monogatari                                                                                | 1997 als Fernsehserie                   | Tezuka Productions                   |
| Die kleine Meerjungfrau Marina (26 Folgen)                                                           | 人魚姫 マリーナの冒険, Ningyo Hime Marina no Daibōken                                                      | 1991 als Fernsehserie                   |                                      |
| Der kleine Prinz (39 Folgen)                                                                         | 星の王子さま プチ・プランス, Hoshi no Ojisama Petit Prince                                                 | 1978 als Fernsehserie                   | Knack Productions                    |
| Die kleine Prinzessin Sara (46 Folgen)                                                               | 小公女セーラ, Shōkōjo Sara                                                                                 | 1985 als Fernsehserie                   | Nippon Animation                     |
| Die kleinen Superstars (19 Folgen)                                                                   | 光の伝説, Hikari no Densetsu                                                                               | 1986 als Fernsehserie                   | Tatsunoko Production                 |
| Die kleinen Zwurze (26 Folgen)                                                                       | 森の陽気な小人たち ベルフィーとリビット, Mori no Yōki na Kobito-tachi: Berufi to Rirubitto                 | 1980 als Fernsehserie                   | Tatsunoko Production                 |
| Knight’s & Magic (13 Folgen)                                                                         | ナイツ＆マジック, Naitsu & Majikku                                                                         | 2017 als Fernsehserie                   | Eight Bit                            |
| Koalabärchens Streifzüge (51 Folgen)                                                                 | コアラボーイ コッキイ, Koala Boy Kocky                                                                     | 1984 als Fernsehserie                   | Tōhō                                 |
| Kobato. (24 Folgen)                                                                                  | こばと。                                                                                                   | 2009 als Fernsehserie                   | Madhouse                             |
| Kobito to Aomushi                                                                                    | 小人と青虫                                                                                                 | 1950 als Kurzfilm                       | Nihon Doga                           |
| Kobu Tori                                                                                            | Removing the Lump                                                                                          | 1929 als Kurzfilm                       | Yokohama Cinema Kyokai               |
| Kochira Katsushika-ku Kameari-kōen Mae Hashutsujo (367 Folgen)                                       | こちら葛飾区亀有公園前派出所, Kochikame, Kochi Kame                                                        | 1996 als Fernsehserie                   | Gallop                               |
| ↳ Kochira Katsushika-ku Kameari-kōen Mae Hashutsujo – The Movie                                      | こちら葛飾区亀有公園前派出所 -The Movie-                                                                   | 1999 als Film                           | Gallop                               |
| ↳ Kochira Katsushika-ku Kameari-kōen Mae Hashutsujo – The Movie 2 – UFO Shūrai! Tornado Daisakusen!! | こちら葛飾区亀有公園前派出所 - The Movie - UFO 襲来！トルネード大作戦！！                                  | 2003 als Film                           | Gallop                               |
| Kodomo no Jikan (12 Folgen)                                                                          | こどものじかん                                                                                             | 2007 als Fernsehserie                   | Studio Barcelona                     |
| ↳ Kodomo no Jikan: Yasumi Jikan – Anata ga Watashi ni Kureta Mono (eine Folge)                       | こどものじかん やすみじかん 〜あなたがわたしにくれたもの〜                                                 | 2007 als OVA                            | Studio Barcelona                     |
| ↳ Kodomo no Jikan: 2-gakki (4 Folgen)                                                                | こどものじかん 2学期                                                                                       | 2009 als OVA                            | Diomedéa                             |
| ↳ Kodomo no Jikan – Kodomo no Natsu Jikan (eine Folge)                                               | こどものじかん 〜こどものなつじかん〜                                                                      | 2011 als OVA                            | Diomedéa                             |
| Kodomo no Omocha (eine Folge)                                                                        | こどものおもちゃ, Kodocha, こどちゃ                                                                        | 1995 als OVA                            |                                      |
| ↳ Kodomo no Omocha (102 Folgen)                                                                      | こどものおもちゃ, Kodocha, こどちゃ                                                                        | 1996 als Fernsehserie                   | Gallop                               |
| Koe de Oshigoto! (2 Folgen)                                                                          | こえでおしごと!                                                                                            | 2010 als OVA                            | Studio Gokumi                        |
| Kōfuku Graffiti (12 Folgen)                                                                          | 幸腹グラフィティ, Kōfuku no Gurafiti                                                                       | 2015 als Fernsehserie                   | Shaft                                |
| Kogepan (10 Folgen)                                                                                  | こげぱん, Burnt Bread                                                                                      | 2001 als Fernsehserie                   | Studio Pierrot                       |
| Koi Kaze (13 Folgen)                                                                                 | 恋風, Love Wind                                                                                            | 2004 als Fernsehserie                   | A.C.G.T                              |
| Koiken! – Watashi-tachi Anime ni Natchatta! (12 Folgen)                                              | こいけん 〜私たちアニメになっちゃった!〜                                                                   | 2012 als Fernsehserie                   | Marvy Jack                           |
| Koi Koi 7 (13 Folgen)                                                                                | こいこい7, Koi Koi Seven                                                                                   | 2005 als Fernsehserie                   | Studio Flag                          |
| Koihime Musō (12 Folgen)                                                                             | 恋姫†無双                                                                                                  | 2008 als Fernsehserie                   | Dōga Kōbō                            |
| ↳ Shin Koihime Musō (12 Folgen)                                                                      | 真・恋姫†無双                                                                                              | 2009 als Fernsehserie                   | Dōga Kōbō                            |
| ↳ Shin Koihime Musō – Otome Tairan (12 Folgen)                                                       | 真・恋姫†無双 ～乙女大乱～                                                                                 | 2010 als Fernsehserie                   | Dōga Kōbō                            |
| Kombattanten werden entsandt! (12 Folgen)                                                            | 戦闘員、派遣します！, Sentōin, Haken Shimasu!                                                              | 2021 als Fernsehserie                   | J.C.Stuff                            |
| Kono Yūsha ga Ore Tsuē Kuse ni Shinchō Sugiru (12 Folgen)                                            | Cautios Hero The Hero is Overpowered but overly Cautious                                                   | 2019 als Fernsehserie                   | White Fox                            |
| Koisuru Bōkun (2 Folgen)                                                                             | 恋する暴君, The Tyrant Falls in Love                                                                       | 2010 als OVA                            | Prime Time                           |
| Koi to Senkyo to Chocolate (12 Folgen)                                                               | 恋と選挙とチョコレート, Koi to Senkyo to Chokorēto, Love, Election & Chocolate                             | 2012 als Fernsehserie                   | AIC Build                            |
| Koisuru Tenshi Angelique – Kokoro no Mezameru Toki (13 Folgen)                                       | 恋する天使アンジェリーク ～心のめざめる時～, Koisuru Tenshi Anjerīku – Kokoro no Mezameru Toki             | 2006 als Fernsehserie                   | Satelight                            |
| ↳ Koisuru Tenshi Angelique – Kagayaki no Ashita (12 Folgen)                                          | 恋する天使アンジェリーク ～かがやきの明日～, Koisuru Tenshi Anjerīku – Kagayaki no Ashita                  | 2007 als Fernsehserie                   | Satelight                            |
| Kōkaku no Pandora (12 Folgen)                                                                        | 紅殻のパンドラ                                                                                             | 2016 als Fernsehserie                   | Studio Gokumi, Axsiz                 |
| Kokka o Sukue                                                                                        | | 1925 als Kurzfilm                       | Sumikazu Eiga                        |
| Kokkoku (12 Folgen)                                                                                  | 刻刻 | 2018 als Fernsehserie                   | Geno Studio                          |
| Kokoro Connect (17 Folgen)                                                                           | ココロコネクト, Kokoro Konekuto                                                                            | 2012 als Fernsehserie                   | Silver Link                          |
| Kokoro ga Sakebitagatterunda.                                                                        | 心が叫びたがってるんだ。, The Anthem of the Heart                                                          | 2015 als Film                           | A-1 Pictures                         |
| Kokoro Toshokan (13 Folgen)                                                                          | ココロ図書館, Kokoro Library                                                                               | 2001 als Fernsehserie                   | Studio Deen                          |
| Komet im Mumintal                                                                                    | ムーミン谷の彗星, Mūmindani no suisei                                                                      | 1992 als Film                           | Telescreen, Visual 80                |
| Komori-san Can’t Decline! (12 Folgen)                                                                | 小森さんは断れない!, Komori-san wa Kotowarenai!                                                            | 2015 als Fernsehserie                   | Artland                              |
| Kōnai Shasei (2 Folgen)                                                                              | 校内写生                                                                                                   | 1990 als OVA                            | Studio Fantasia                      |
| Koneko no Rakugaki                                                                                   | こねこのらくがき                                                                                           | 1957 als Kurzfilm                       | Tōei Dōga                            |
| ↳ Koneko no Studio                                                                                   | こねこのスタジオ, Koneko no Sutajio                                                                        | 1959 als Kurzfilm                       | Tōei Dōga                            |
| Die Königin der tausend Jahre (42 Folgen)                                                            | 新竹取物語1000年女王, Shin Taketori Monogatari Sen-nen joō, Queen Millennia                                | 1982 als Fernsehserie                   | Tōei Animation                       |
| ↳ Die Königin der tausend Jahre                                                                      | 新竹取物語1000年女王, Shin Taketori Monogatari Sen-nen joō, Queen Millennia                                | 1982 als Film                           | Tōei Animation                       |
| Das Königreich der Katzen                                                                            | 猫の恩返し, Neko no Ongaeshi                                                                               | 2002 als Film                           | Studio Ghibli                        |
| Konjiki no Gash Bell!! (150 Folgen)                                                                  | 金色のガッシュベル！！, Zatch Bell!                                                                        | 2003 als Fernsehserie                   | Tōei Animation                       |
| Konnichi wa Ann – Before Green Gables (39 Folgen)                                                    | こんにちは アン ～Before Green Gables                                                                      | 2009 als Fernsehserie                   | Nippon Animation                     |
| Kono Bijutsubu ni wa Mondai ga Aru! (12 Folgen)                                                      | この美術部には問題がある!                                                                                  | 2016 als Fernsehserie                   | feel.                                |
| Kono Minikuku mo Utsukushii Sekai (12 Folgen)                                                        | この醜くも美しい世界, This Ugly Yet Beautiful World                                                        | 2004 als Fernsehserie                   | Gainax, Shaft                        |
| Kono Naka ni Hitori, Imōto ga Iru! (12 Folgen)                                                       | この中に1人、妹がいる!                                                                                     | 2012 als Fernsehserie                   | Studio Gokumi                        |
| Kono Subarashii Sekai ni Shukufuku o! (10 Folgen)                                                    | この素晴らしい世界に祝福を!, Konosuba – God’s blessing on this wonderful world!                            | 2016 als Fernsehserie                   | Studio Deen                          |
| ↳ Kono Subarashii Sekai ni Shukufuku o! 2 (10 Folgen)                                                | この素晴らしい世界に祝福を!2                                                                               | 2017 als Fernsehserie                   | Studio Deen                          |
| Konohana Kitan (12 Folgen)                                                                           | このはな綺譚                                                                                               | 2017 als Fernsehserie                   | Lerche                               |
| Kore wa Zombie Desu ka? (12 Folgen)                                                                  | これはゾンビですか?, Koreha Zombie Desuka?, Korezom                                                        | 2011 als Fernsehserie                   | Studio Deen                          |
| ↳ Kore wa Zombie Desu ka? of the Dead (10 Folgen)                                                    | これはゾンビですか? OF THE DEAD, Koreha Zombie Desuka? of the Dead                                         | 2012 als Fernsehserie                   | Studio Deen                          |
| Kōtetsujō no Kabaneri (12 Folgen)                                                                    | 甲鉄城のカバネリ                                                                                           | 2016 als Fernsehserie                   | Wit Studio                           |
| Kōtetsushin Jeeg (13 Folgen)                                                                         | 鋼鉄神ジーグ, Kōtetsushin Jīgu                                                                             | 2007 als Fernsehserie                   | Actas                                |
| Kotoura-san (12 Folgen)                                                                              | 琴浦さん                                                                                                   | 2013 als Fernsehserie                   | AIC Classic                          |
| Kousagi Monogatari                                                                                   | 子うさぎものがたり                                                                                         | 1954 als Kurzfilm                       | Nihon Doga                           |
| Kowabon (13 Folgen)                                                                                  | こわぼん                                                                                                   | 2015 als Fernsehserie                   | Ilca                                 |
| Kowaremono (3 Folgen)                                                                                | こわれもの, Slave Doll                                                                                     | 2000 als OVA                            | Soft On Demand                       |
| ↳ Kowaremono II (2 Folgen)                                                                           | こわれものII, Slave Doll II                                                                                | 2002 als OVA                            | Beam Entertainment                   |
| Kowarekake no Orgel                                                                                  | こわれかけのオルゴール, Kowarekake no Orugōru                                                              | 2010 als Film                           | Actas                                |
| Kōya no Kotobuki Hikōtai (? Folgen)                                                                  | 荒野のコトブキ飛行隊                                                                                       | 2019 als Fernsehserie                   | Gemba                                |
| Kyogoku Natsuhiko Kosetsu Hyaku Monogatari (13 Folgen)                                               | 京極夏彦 巷説百物語, Requiem from the Darkness, Kosetsu Hyaku Monogatari                                   | 2003 als Fernsehserie                   | TMS Entertainment                    |
| Wanpaku Omukashi Kumkum (26 Folgen)                                                                  | わんぱく大昔クムクム, Kum Kum                                                                              | 1975 als Fernsehserie                   | Sunrise                              |
| Kujibiki Unbalance (12 Folgen)                                                                       | くじびき♥アンバランス, Kujian                                                                              | 2006 als Fernsehserie                   | Afternoon Studio, Ajia-dō            |
| Kujira                                                                                               | 鯨, The Whale                                                                                              | 1927 als Kurzfilm                       |                                      |
| Kujira                                                                                               | | 1952 als Kurzfilm                       | Chiyogami Eigasha                    |
| Kujira no Kora wa Sajō ni Utau (12 Folgen)                                                           | クジラの子らは砂上に歌う                                                                                   | 2017 als Fernsehserie                   | J.C.Staff                            |
| Kumamiko (14 Folgen)                                                                                 | くまみこ                                                                                                   | 2016 als Fernsehserie                   | Kinema Citrus, EMT²                  |
| Kumo desu ga, Nani ka? (24 Folgen)                                                                   | 蜘蛛ですが、なにか？, Ich bin eine Spinne, na und?!                                                        | 2021 als Fernsehserie                   | Millepensee                          |
| Kumo no Mukō, Yakusoku no Basho                                                                      | 雲のむこう、約束の場所, The Place Promised in Our Early Days, Beyond the Clouds, The Promised Place        | 2005 als Film                           | CoMix Wave Films                     |
| Kumo to Tulip                                                                                        | くもとちゅうりっぷ, Kumo to Chūlippu, Spider and Tulip                                                     | 1943 als Kurzfilm                       | Shōchiku Dōga Kenkyūjo               |
| Kurage no Shokudō (eine Folge)                                                                       | クラゲの食堂                                                                                               | 2016 als OVA                            | Zexcs                                |
| Kuragehime (11 Folgen)                                                                               | 海月姫 | 2010 als Fernsehserie                   | Brain’s Base                         |
| Kurau: Phantom Memory (24 Folgen)                                                                    | クラウ ファントムメモリー, Phantom Memory Kurau                                                            | 2004 als Fernsehserie                   | Bones                                |
| Kurenai Sanshiro (26 Folgen)                                                                         | 紅三四郎, Judo Boy                                                                                         | 1969 als Fernsehserie                   | Tatsunoko Production                 |
| Kurenai (12 Folgen)                                                                                  | 紅 kurenai, Kure-nai                                                                                       | 2008 als Fernsehserie                   | Brain’s Base                         |
| ↳ Kurenai (2 Folgen)                                                                                 | 紅 kure-nai, Kure-nai                                                                                      | 2010 als OVA                            | Brain’s Base                         |
| Kurokami: The Animation (23 Folgen)                                                                  | 黒神 The Animation                                                                                         | 2009 als Fernsehserie                   | Sunrise                              |
| Kuroko no Basuke (25 Folgen)                                                                         | 黒子のバスケ                                                                                               | 2012 als Fernsehserie                   | Production I.G                       |
| ↳ Kuroko no Basuke (25 Folgen)                                                                       | 黒子のバスケ                                                                                               | 2013 als Fernsehserie                   | Production I.G                       |
| ↳ Kuroko no Basuke (25 Folgen)                                                                       | 黒子のバスケ                                                                                               | 2015 als Fernsehserie                   | Production I.G                       |
| Kuromajo-san ga Tōru!! (60 Folgen)                                                                   | 黒魔女さんが通る!!                                                                                         | 2012 als Fernsehserie                   | Shin’ei Dōga                         |
| Kuromukuro (26 Folgen)                                                                               | クロムクロ                                                                                                 | 2016 als Fernsehserie                   | P.A. Works                           |
| Kuroshitsuji (24 Folgen)                                                                             | 黒執事 | 2008 als Fernsehserie                   | A-1 Pictures                         |
| ↳ Kuroshitsuji II (12 Folgen)                                                                        | 黒執事II                                                                                                   | 2010 als Fernsehserie                   | A-1 Pictures                         |
| ↳ Kuroshitsuji: Book of Circus (10 Folgen)                                                           | 黒執事 Book of Circus                                                                                      | 2014 als Fernsehserie                   | A-1 Pictures                         |
| ↳ Kuroshitsuji: Book of Murder (2 Folgen)                                                            | 黒執事 Book of Murder                                                                                      | 2015 als OVA                            | A-1 Pictures                         |
| Kūsen Madōshi Kōhosei no Kyōkan (12 Folgen)                                                          | 空戦魔導士候補生の教官                                                                                     | 2015 als Fernsehserie                   | Diomedéa                             |
| Kyōgoku Natsuhiko: Kōsetsu Hyaku Monogatari (13 Folgen)                                              | 京極夏彦 巷説百物語, Requiem from the Darkness, Hundred Stories                                            | 2003 als Fernsehserie                   | Tokyo Movie Shinsha                  |
| Kyō kara Maō! (117 Folgen)                                                                           | 今日からマ王!                                                                                              | 2004 als Fernsehserie                   | Studio Deen                          |
| ↳ Kyō kara Maō! R (5 Folgen)                                                                         | 今日からマ王! R                                                                                            | 2007 als OVA                            | Studio Deen                          |
| Kyō no 5 no 2 (5 Folgen)                                                                             | 今日の5の2, Kyō no Go no Ni                                                                                | 2006 als OVA                            | Shinkūkan                            |
| ↳ Kyō no 5 no 2 (13 Folgen)                                                                          | 今日の5の2, Kyō no Go no Ni                                                                                | 2008 als Fernsehserie                   | Xebec                                |
| ↳ Kyō no 5 no 2: Hōkago                                                                              | 今日の5の2 放課後                                                                                          | 2009 als OVA                            | Xebec                                |
| Kyō no Asuka Show (20 Folgen)                                                                        | 今日のあすかショー, Kyō no Asuka Shō                                                                       | 2012 als Web-Anime                      | Silver Link                          |
| Kyōkai no Rinne (25 Folgen)                                                                          | 境界のRINNE                                                                                                | 2015 als Fernsehserie                   | Brain’s Base                         |
| ↳ Kyōkai no Rinne (25 Folgen)                                                                        | 境界のRINNE                                                                                                | 2016 als Fernsehserie                   | Brain’s Base                         |
| ↳ Kyōkai no Rinne (25 Folgen)                                                                        | 境界のRINNE                                                                                                | 2017 als Fernsehserie                   | Brain’s Base                         |
| Kyōkai Senjō no Horizon (13 Folgen)                                                                  | 境界線上のホライゾン, Kyōkai Senjō no Horaizon                                                             | 2011 als Fernsehserie                   | Sunrise                              |
| ↳ Kyōkai Senjō no Horizon II (13 Folgen)                                                             | 境界線上のホライゾンII, Kyōkai Senjō no Horaizon II                                                        | 2012 als Fernsehserie                   | Sunrise                              |
| Kyokkoku no Tsubasa Barukisasu (eine Folge)                                                          | 極黒の翼バルキサス, Legend of Lemnear                                                                      | 1989 als OVA                            | AIC                                  |
| Kyōran Kazoku Nikki (26 Folgen)                                                                      | 狂乱家族日記                                                                                               | 2008 als Fernsehserie                   | Nomad                                |
| Kyōshirō to Towa no Sora (13 Folgen)                                                                 | 京四郎と永遠の空, Shattered Angels                                                                         | 2007 als Fernsehserie                   | TNK                                  |
| Kyōshoku Sōkō Guyver (6 Folgen)                                                                      | 強殖装甲ガイバー                                                                                           | 1989 als OVA                            | Takaya Production                    |
| ↳ Kyōshoku Sōkō Guyver: Act II (6 Folgen)                                                            | 強殖装甲ガイバー ACT II                                                                                    | 1992 als OVA                            | Takaya Production                    |
| ↳ Kyōshoku Sōkō Guyver (26 Folgen)                                                                   | 強殖装甲ガイバー                                                                                           | 2005 als Fernsehserie                   | OLM                                  |
| Kyōsōgiga (eine Folge)                                                                               | 京騒戯画                                                                                                   | 2011 als Web-Anime                      | Tōei Animation                       |
| ↳ Kyōsōgiga (5 Folgen)                                                                               | 京騒戯画                                                                                                   | 2011 als Web-Anime                      | Tōei Animation                       |
| ↳ Kyōsōgiga (13 Folgen)                                                                              | 京騒戯画                                                                                                   | 2013 als Fernsehserie                   | Tōei Animation                       |